# Alexander Conti
Alexander Biagio Conti (Ontario, 1º settembre 1993) è un attore canadese.

## Biografia
È principalmente noto per aver interpretato Kenneth, uno dei otto figli dei Murthaugh in Il ritorno della scatenata dozzina.
I suoi fratelli, Adam e Jordan, sono anch'essi attori.

## Filmografia parziale

### Cinema
- Scoprendo Forrester (Finding Forrester), regia di Gus Van Sant (2000)
- Missione tata (The Pacifier), regia di Adam Shankman (2005)
- Il ritorno della scatenata dozzina (Cheaper by the Dozen 2), regia di Adam Shankman (2005)
- KAW - L'attacco dei corvi imperiali (KAW), regia di Sheldon Wilson (2007)
- Case 39, regia di Christian Alvart (2009)
- Dog Pound, regia di Kim Chapiron (2010)

### Televisione
- Missing (1-800-Missing) – serie TV, un episodio (2003)
- Street Time – serie TV, 21 episodi (2002-2003)
- Kojak – serie TV, un episodio (2005)
- The Good Witch's Garden - Il giardino dell'amore (The Witch's Garden), regia di Craig Pryce – film TV (2009)
- Harriet the Spy (Harriet the Spy: Blog Wars), regia di Ron Oliver – film TV (2010)
- Life with Boys – serie TV, un episodio (2012)
- Hemlock Grove – serie TV, un episodio (2015)

## Doppiatori italiani
Nelle versioni in italiano delle opere in cui ha recitato, Alexander Conti è stato doppiato da:
- Giacomo Doni in Street Time
- Mirko Cannella in Harriet the Spy
- Manuel Meli in Case 39